# هربرت شنايدر
هربرت شنايدر (بالألمانية: Herbert Schneider) هو رجل غواصة وجندي ألماني، ولد في 25 يونيو 1915 في نورنبرغ في ألمانيا، وتوفي في 23 فبراير 1943 في إقليم الأطلسي الأوسط في الولايات المتحدة.